# Dorstenia contrajerva
Dorstenia contrajerva — вид рослин родини шовковицеві.

## Назва
Лінней у 1753 р назвав цей вид латинізованим варіантом слова «contrahierba», що у іспанській мові використовується для позначення рослин, що здатні протидіяти отруті — «contrahierba».

## Будова
Вічнозелена трав'яниста дводольна рослина з повзучим кореневищем. Листя з довгим черешком виростає до 20 см довжини в розетці, стебло до 25 см. Форма листка може варіюватися в одній популяції. Квіти з'являються групою на широкому квітоложі дивної форми.

## Поширення та середовище існування
Росте у Південній та Центральній Америці від Перу до Мексики. Росте в лісах та заростях.

## Практичне використання
Коріння збирають для використання у традиційній медицині. Вирощують в Малайзії, Індонезії, Африці та Південній Америці.
В Америці порошок з листя та коріння додають до тютюну, щоб куріння було смачнішим.

## Галерея

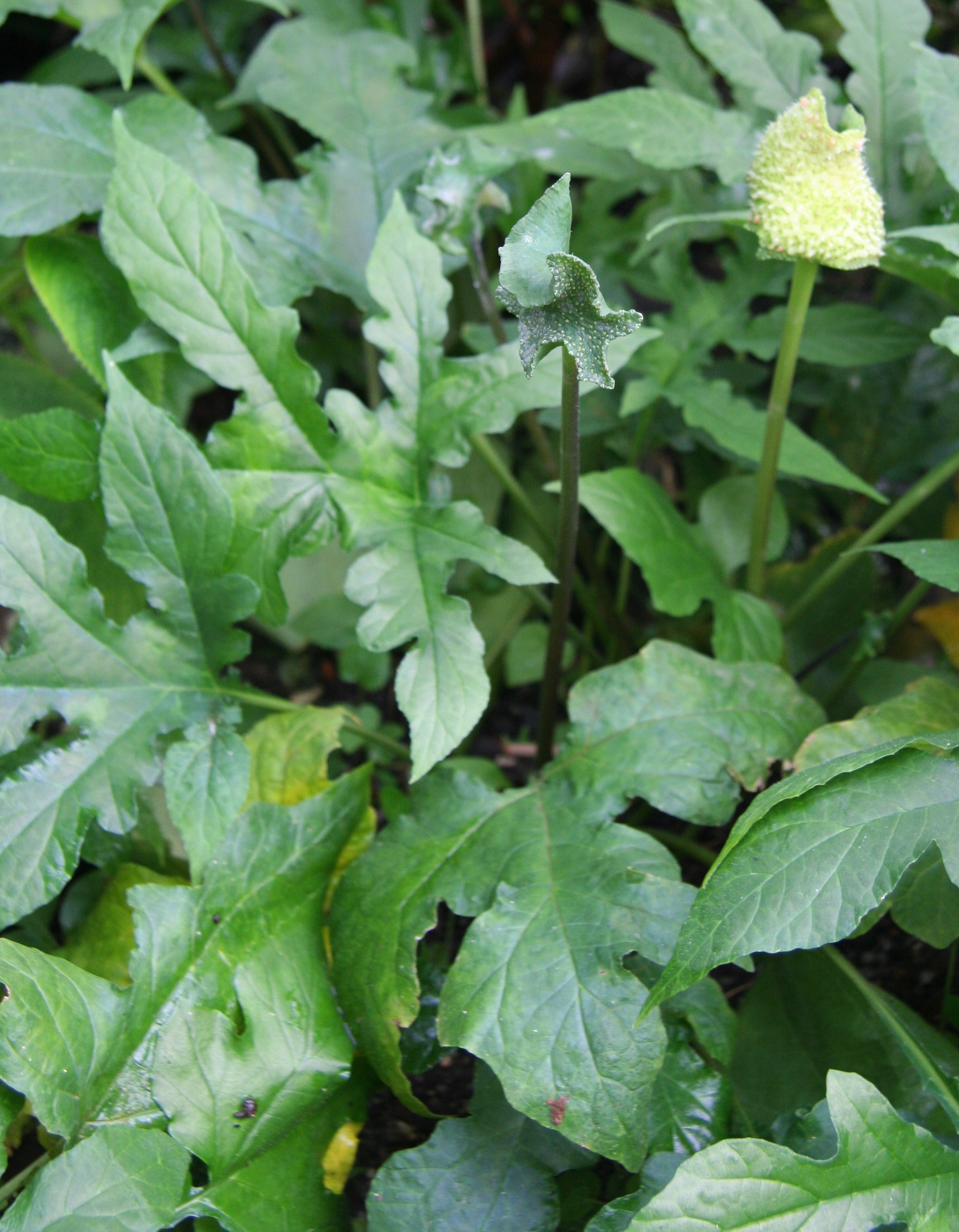
Листя та квітки
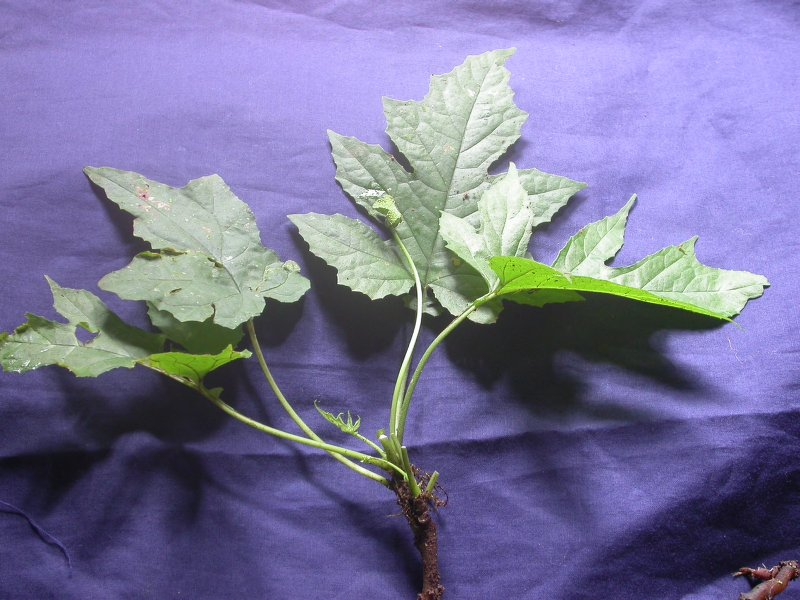
Загальний вигляд рослини
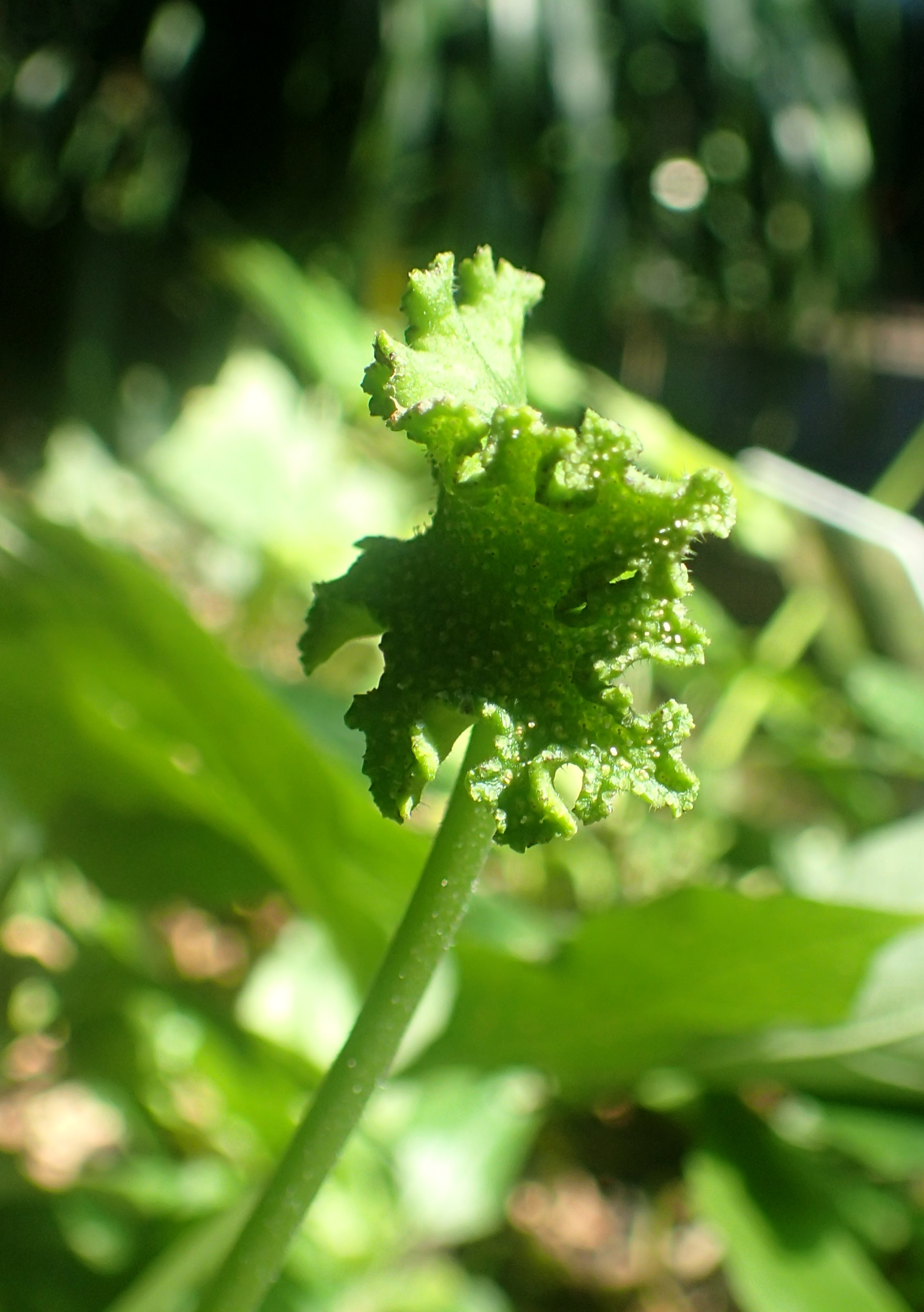
Квітка